# Anaberu, Davanagere
Anaberu là một làng thuộc tehsil Davanagere, huyện Davanagere, bang Karnataka, Ấn Độ.